# Наумовщина (Кировская область)
Наумовщина (Большой Полом) — упразднённая в 1994 году деревня в Кильмезском районе Кировской области России. Находилась на территории современного Рыбно-Ватажского сельского поселения. Малая родина Героя Советского Союза Владимира Трофимовича Кудрина.

## География
Находилась при рч. Гречи, в 12 километрах от деревни Рыбная Ватага.

## История
Деревня Наумовщина относилась к Кильмезской волости Малмыжского уезда, в последующем входила в состав Наумовского, затем — Рыбно-Ватажского сельсовета.
Упразднена 22.11.1994 г. Решением Кировской областной Думы № 7/54 от 22 ноября 1994 г.

## Население
В Списке населённых мест Вятской губернии 1859—1873 гг.: 18 дворов, в них проживают 121	человек, из них 57 мужского пола, 64 — женского.
Список населённых мест Вятской губернии 1905 г. приводил следующие данные деревни: 21 двор, 165	жителей, из них 88 мужчин, 77 женщин.
По переписи населения 1926 г. — из 95 жителей 42 мужчины, 53 женщины.

## Транспорт
В Списке населённых мест Вятской губернии 1859—1873 гг. писалось, что Большой Полом стоит на проселочной дороге от Больше-Кильмеза, к границе Уржумского уезда.
Ныне это дорога регионального значения «Кырчаны — Нема — Кильмезь» (идентификационный номер — 33 ОП РЗ 33К-016).